# Груздевский
Груздевский — посёлок в Гороховецком районе Владимирской области России. Входит в состав Куприяновского сельского поселения.

## География
Посёлок расположен на берегу реки Суворощь в 19 км на юго-восток от центра поселения деревни Выезд и в 16 км на юго-восток от Гороховца.

## История
Посёлок образован после Великой Отечественной войны в связи с организацией Груздевского торфопредприятия. В 1950-х годах построена узкоколейная железная дорога Великово — Груздевский — Большое (разобрана в начале 1990-х годов). В 1966 году посёлок торфопредприятия «Груздевское» Великовского сельсовета переименован в Груздевский. С 2005 года посёлок в составе Куприяновского сельского поселения.

## Население
| 2002 | 2010 | 2021 |
| ---- | ---- | ---- |
| 33   | ↘18  | ↘11  |